# تری‌بنورون
تری‌بنورون (انگلیسی: Tribenuron) یک علف کش سولفونیل اوره است.